# Maladera amamiana
Maladera amamiana är en skalbaggsart som beskrevs av Shuhei Nomura 1959. Maladera amamiana ingår i släktet Maladera och familjen Melolonthidae. Inga underarter finns listade i Catalogue of Life.